# 塩焼王
塩焼王（しおやきおう）は、日本の奈良時代の皇族。のち臣籍降下し氷上 塩焼（ひがみ の しおやき）と称した。天武天皇の孫で、一品・新田部親王の子。

## 経歴
天平5年（732年）二世王に対する蔭位により無位から従四位下に直叙される。天平12年（740年）正月に従四位上に昇叙されると、同年10月に聖武天皇の伊勢行幸に御前長官として供奉し、同年11月にはその功労により正四位下となって1年で二回目の昇叙に与るなど、聖武天皇の女婿として順調に昇進する。またこの間に中務卿に任じられている。
天平14年（742年）8月の紫香楽宮行幸では前次第司となり、再び聖武天皇の行幸に供奉する。しかし、同年10月に川辺東女を含んだ女嬬4人とともに平城獄に投獄された後、伊豆国に配流された。その理由について、皇位継承問題に関わる政争に巻き込まれた、あるいは紫香楽宮への遷都へ反対して天皇の勘気を蒙ったなどが推測されるが、明らかでない。天平17年（745年）に赦免されて帰京し、翌天平18年（746年）には本位（正四位下）に復している。
その後、聖武朝末から孝謙朝半ばにかけて10年以上に亘って『続日本紀』に登場せず、動静がはっきりしない。天平勝宝9歳（757年）3月に弟の道祖王が皇太子を廃され、皇嗣選定のための会議が開かれる。そこで、右大臣・藤原豊成や中務卿・藤原永手らによって塩焼王は皇嗣に推されたが、かつて聖武天皇に無礼を責められたことがある（これが伊豆配流の原因を指すと考えられる）という理由により孝謙天皇本人に反対されて実現しなかった。また、後年のことになるが、妻の不破内親王も異母姉の称徳天皇（孝謙天皇の復辟）より、かつて先朝（聖武天皇）の時代に親王の称号を剥奪されたことを非難されており、父の聖武天皇から何らかの勘気を蒙っていた可能性が高く、このことも塩焼王の不利になったと思われる。
結局、皇太子には舎人親王の子である大炊王（のちの淳仁天皇）が立てられた。同年5月に正四位上に昇叙し、6月には大蔵卿に任じられた。また、同年7月に起きた橘奈良麻呂の乱では、謀反計画の中で新天皇候補の四王の一人に挙げられており関与を疑われたが、塩焼王自身は謀議の場に参加していなかったとして、不問に付されている。
のち、氷上真人姓を与えられて臣籍降下する。天平宝字2年（758年）淳仁天皇の即位に伴って従三位に叙せられ公卿に列す。姉・陽侯女王の夫で淳仁天皇を擁して権力を握っていた恵美押勝（藤原仲麻呂）に接近して栄達を図る、天平宝字3年（759年）には意見封事を天皇に行い、意見を採用されている。天平宝字6年（763年）になると恵美押勝が子息を次々と参議として議政官に加える中で、塩焼王も急速に栄達して同年正月に参議、6月には中納言に至った。
しかし、天平宝字8年（764年）9月に押勝が孝謙上皇との権力争いの結果、武装叛乱に追い込まれる。押勝によって塩焼王は天皇に擁立されて「今帝」と称したが、押勝の敗走に伴い孝謙上皇方が派遣した討伐軍に捕らえられ、近江国で押勝一家とともに殺害された（藤原仲麻呂の乱）。

## 官歴
『続日本紀』による。
- 天平5年（732年） 3月14日：従四位下（直叙）
- 天平12年（740年） 正月13日：従四位上。10月23日：御前長官（聖武天皇伊勢行幸）。11月21日：正四位下
- 天平14年（742年） 8月22日：前次第司（聖武天皇紫香楽宮行幸）、見中務卿。10月12日：禁獄。10月17日：流罪（伊豆国）
- 天平17年（745年） 4月15日：令入京
- 天平18年（746年） 閏9月7日：正四位下（復位）
- 天平勝宝8歳（756年） 5月3日：山作司（聖武上皇崩御）
- 天平勝宝9歳（757年） 5月20日：正四位上。6月16日：大蔵卿
- 時期不詳：臣籍降下（氷上真人姓）
- 天平宝字2年（758年） 8月1日：従三位
- 天平宝字3年（759年） 11月15日：礼部卿
- 天平宝字4年（760年） 6月7日：山作司、前後次第司（光明皇后崩御）
- 天平宝字6年（762年） 正月4日：参議、見信部卿。4月1日：兼美作守。12月1日：中納言。閏12月2日：兼美作守
- 天平宝字8年（764年） 8月4日：文部卿

## 系譜
- 父：新田部親王[7]
- 母：不詳
- 妻：不破内親王（聖武天皇の皇女）
  - 男子：氷上志計志麻呂[3]
  - 男子：氷上川継[8]
  - 女子[9]